# 雅各·里斯-莫格
雅各·威廉·里斯-莫格爵士（英語：Sir Jacob William Rees-Mogg，1969年5月24日—），英國政治人物，保守黨成員，2019年至2022年擔任樞密院議長、下議院領袖。
里斯-莫格在2010年當選英格蘭薩默塞特東北選區的國會議員，連任至2024年。他是保守黨內的社會保守主義者和歐盟懷疑主義者，亦是英國脫離歐盟運動的重要推動者之一，曾任保守黨議會黨團欧洲研究小组主席。

## 早年生平

### 幼年與教育
里斯-莫格在1969年5月24日生於英格兰漢默史密斯，父親是《泰晤士报》前編輯威廉·里斯-莫格（1988年冊封為里斯-莫格勳爵），母親是保守黨籍聖潘克拉斯自治市市長托馬斯·理查德·莫里斯（Thomas Richard Morris）之女芝莉安·莎士比亞·莫里斯（Gillian Shakespeare Morris）。他有四名兄弟姊妹，三個比他年長，另有一個妹妹，即後來的欧洲议会議員。
他的家人在他出生前5年購買了森麻實郡斯通伊斯頓的一座鄉村別墅——斯通伊斯頓莊園，成為他成長的地方。他恆常參加每週的天主教會彌撒，偶爾在屬羅馬天主教會的米德桑麻諾頓聖靈堂上主日學。1975年起，他與女家庭教師進行教义问答和開始一般彌撒。1978年，他舉家遷到鄰近的村莊欣頓布萊維特，他們購置了「舊教區長府邸」（The Old Rectory），以前為教區長住所，如今是市值2百萬英鎊的二級登錄建築。他雖然居住在森麻實郡，但因為要到私立預備學校西敏小學上學，而經常往返伦敦史密斯广场的家族住宅。
兒時的里斯-莫格由褓姆維朗妮卡·克魯克照顧，里斯-莫格形容對方是「影響他成長的人」，現時克魯克已侍奉其家族逾50年，仍然在照料里斯-莫格自己的兒女。
當里斯-莫格10歲時，一名遠房表親送了10英鎊給他，父親替他買了現時已結業的英國通用電氣公司股份。後來他認為，這是他對股票市場產生興趣的原因。當他明白公司的財務報告後，他在英國通用電氣公司的一場股東會議上反對了一項議案，理由是股東分紅太低。他其後又投資基地位於倫敦的綜合企業「Lonrho」，前後累積持340股，在股东大会質問有關股東紅利的問題，據報令時任公司主席鄧肯-桑茲勳爵有些「不舒服」。1981年，當時12歲的里斯-莫格持有175股，他在股東會議上告訴時任公司主席納爾遜勳爵，現在提議的股東紅利是「令人悲哀」，惹來在場的公司董事和傳媒忍俊不禁。
上完預備學校後，他進入了伊顿公学，曾在一份功課中被評價為「相當自以為是的戴卓爾主義者」。準備離開伊頓之際，皇家肖像畫師學會會員保羅·布蘭森（Paul Branson）為他作畫給予伊頓公學收藏品系列，其肖像畫於皇家肖像畫師學會畫展《1993年的臉孔》上被展出。
里斯-莫格在牛津大学三一学院攻讀歷史，於1991年畢業並取得二級甲等榮譽。1988年剛入學時，牛津大學學生報已經稱他是「咄咄逼人的新生」，刊出一幅里斯-莫格身穿西裝的照片，寫道「我們還有什麼要說？」。在牛津就讀時，他曾是牛津大學保守黨協會的主席，形容為提倡「征服世界和社會適足性的競選活動」。他同時亦是牛津大學辯論社的會員，經常參與辯論，選舉社團幹事時他當選圖書館館員，但達米安·海因斯擊敗他當選主席。他回憶大學生活時，曾言後悔沒研讀古典學。

### 職業生涯
1991年從牛津畢業後，里斯-莫格到羅斯柴爾德投資銀行跟從尼爾斯·塔布工作，其後於1993年轉到香港於「羅祖儒投資管理有限公司」（Lloyd George Management）供職。據說他留港期間成為了總督彭定康的好友，並經常到訪總督府。三年後，他返回倫敦，被調派掌管公司的新興市場基金。2003年左右，他開始負責管理「羅祖儒新興市場基金公司」。2007年，里斯-莫格連同一些同事離開了「羅祖儒公司」，並一同開展了他們的新公司「森麻實資本管理有限公司」，獲空頭對衝基金經理克里斯平·奧迪支持。隨著他2010年選舉中勝出並當選為東北薩默塞特選區的國會議員，他便辭任「森麻實資本管理有限公司」行政總裁一職，但仍繼續以合夥人身份領取公司收入。

## 投身政治

### 國會議員候選人
1997年，時為27歲的里斯-莫格首次參與政治，在1997年英國大選為保守黨參選位於蘇格蘭的傳統工黨議席中法夫。上流社會背景的他在選民主要是工人阶级的選區十分不討好，經常被批評過於「高檔」。當時的新聞報導揶揄他乘著賓利，攜同他的保姆在選舉拉票。他後來批評報章誹謗，澄清那是台梅賽德斯。里斯-莫格最後僅得票9%排第三，比起前數任保守黨參選人低不少，而認得他名字的選民甚至不足2%。
1999年，當有傳聞指其「不合時宜地高檔」的口音令他不獲挑選為保守黨的安全議席參選，不少讀者寫信至《每日电讯报》為里斯-莫格辯護，有一名更稱「現時有一股公然的恫嚇存在，朝著那些敢於不迎合現時美國化的行為、言談和衣著」。里斯-莫格本人亦在1999年5月23日的《星期日泰晤士報》說「為口音而大驚小怪真的可悲」，但他在同一篇報道卻稱「彭仕國的口音毫無疑問會令人建立他是個粗人的成見」；他之後為此言論道歉並表示後悔，他亦說道：「我漸漸開始發現，不論我想要說什麼，我支持者的數量都會隨著我張開口而下降。」
里斯-莫格於2001年英國大選再次被選為保守黨國會議員參選人，這次是什罗普郡的里金選區，但敗給了當時競逐連任的國會議員。2005年至2008年，他被推選為倫敦及西敏市保守黨協會的主席。

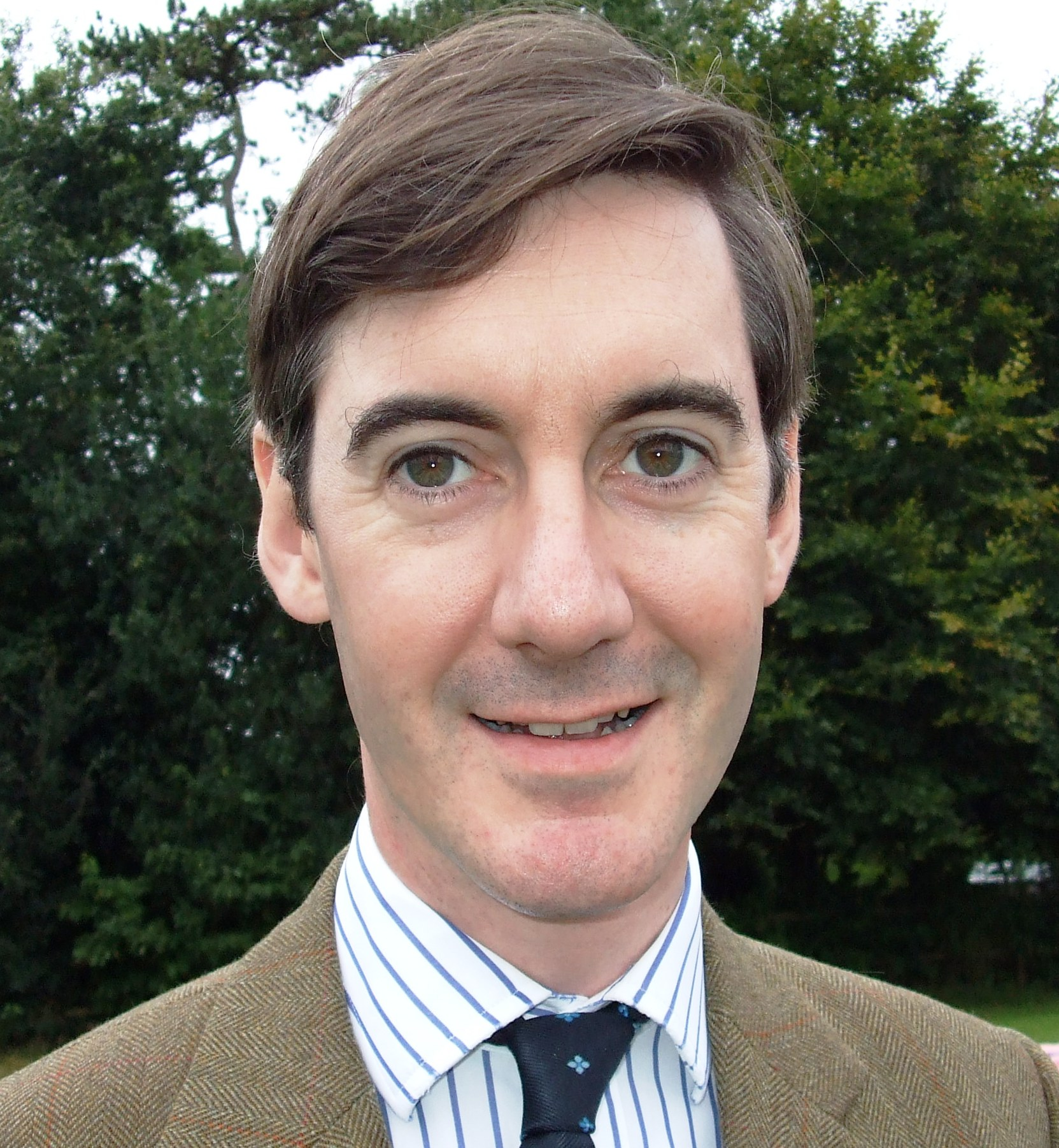
2007年的里斯-莫格。

2005年英国大选，里斯-莫格未有被選為保守黨參選人。2006年，他不滿時任保守黨黨魁戴维·卡梅伦讓更多少數族裔代表保守黨參選，認為單單為了滿足名額會限制有能者出選，而且「這個國家百分之九十五的都是白人，參選名單與全國普遍的種族代表性不能相差太遠」。

### 國會議員（自2010年起）
| 專責委員會             | 專責委員會                                                       |
| 委員會                 | 日期                                                             |
| ---------------------- | ---------------------------------------------------------------- |
| 藝術作品顧問委員會     | - 2010年11月18日 – 2015年3月30日 - 2015年7月1日 – 2015年11月17日 |
| 歐洲監督委員會         | - 2010年7月26日 – 2015年3月30日 - 2015年7月15日 – 2017年5月3日   |
| 西敏宮聯合委員會       | - 2015年7月16日 – 2017年5月3日                                   |
| 程序委員會             | - 2010年7月26日 – 2015年3月30日                                  |
| 財政委員會             | - 2015年7月8日 – 2017年5月3日                                    |
| 脫離歐盟事務專責委員會 | - 2017年9月11日 – 2019年11月6日                                  |

2010年英國大選的競選期間，里斯-莫格被《星期日泰晤士報》編輯卡米拉·朗在候選人的人物簡介上評為「戴维·卡梅伦最糟的噩夢」。那場選舉中，他成為了保守黨在新選區東北薩默塞特的國會議員參選人，並最後成功當選，領先第二名4,914票。他的妹妹新聞記者同時在鄰近的薩默頓和弗羅姆選區參選，但以1,817票之差未能勝出。《衛報》撰稿人伊恩·傑克認為挑選兩個富裕階層的人出選，破壞了保守黨所提倡建立包容社會的訊息，暗示這樣的參選人應被排除在外。

#### 卡麥隆內閣（2010－16年）
2010年，保守黨之家網誌列里斯-莫格其中一個最桀驁不馴的國會議員。他曾違反黨鞭，反對《英國定期國會草案》、2011年10月歐盟公投動議以及《2012年上議院改革草案》。
下議院內，里斯-莫格因其幽默的演說和「拉布」能力而為人所知曉。他在《2010-12年日光節約草案》和《2010-12年可持續家禽草案》上「拉布」，成功阻止兩項法案在國會通過。他在後者法案的發言時，背誦了詩詞、談及了森麻實郡所出產的蛋有多優秀、講述在虛構故事中連續於史樂郡秀贏了三次的布蘭德女皇、又提述到污水處理系統、還有阿金库尔战役。他亦同時就前者法案提出修正案，試圖讓森麻實郡擁有比倫敦慢15分鐘的獨立时区。
在2011年12月有關《倫敦地方政府草案》的一項辯論中，他認為有權即場罰款的地區政府官員應該要戴上圓頂硬禮帽。2012年2月的一場國會辯論上，他使用了「floccinaucinihilipilification」一詞（意指被視為無用的習慣），打破了下議院發言中最長單字的紀錄。

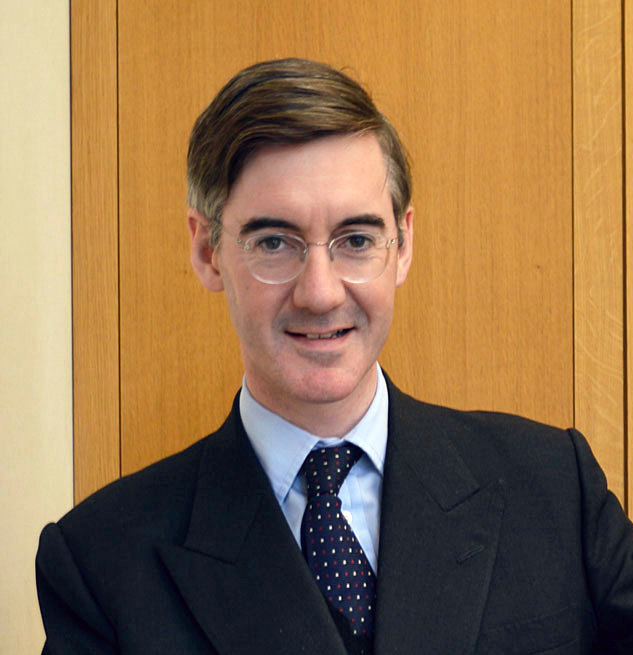
里斯-莫格，攝於2013年。

2013年5月，他在傳統英國集團的年度晚宴上致辭，那是一個呼籲驅逐所有非白人的英國國民出境的極右翼團體。反法西斯主義團體《探照燈》在他到席前已經通知他該團體的性質，但他仍然決定出席。在晚宴完結後，他表示知道該團體的立場，但「從來不是他們的成員或支持者」。
2014年1月，里斯-莫格形容25萬英鎊用作國會議員的肖像照為瑣碎的，「我完全贊成節省金錢，任何時候也處處節省，但這不過是九牛一毛」。同年12月，有市民到獨立國會標準局舉報里斯-莫格，因為他就有關煙草、採礦、石油及天然氣發言時，沒有預先口頭申報利益，表明他是「森麻實資本管理有限公司」的合夥創辦人兼董事，該公司管理在這些行業數以百萬英鎊計的投資。時任國會標準事務專員裁定沒有違規，故而不用開展調查程序。根據《每日电讯报》，里斯-莫格在2014年國會外的工作時數共有476小時，或每週9小時。

#### 梅伊內閣（2016－19年）

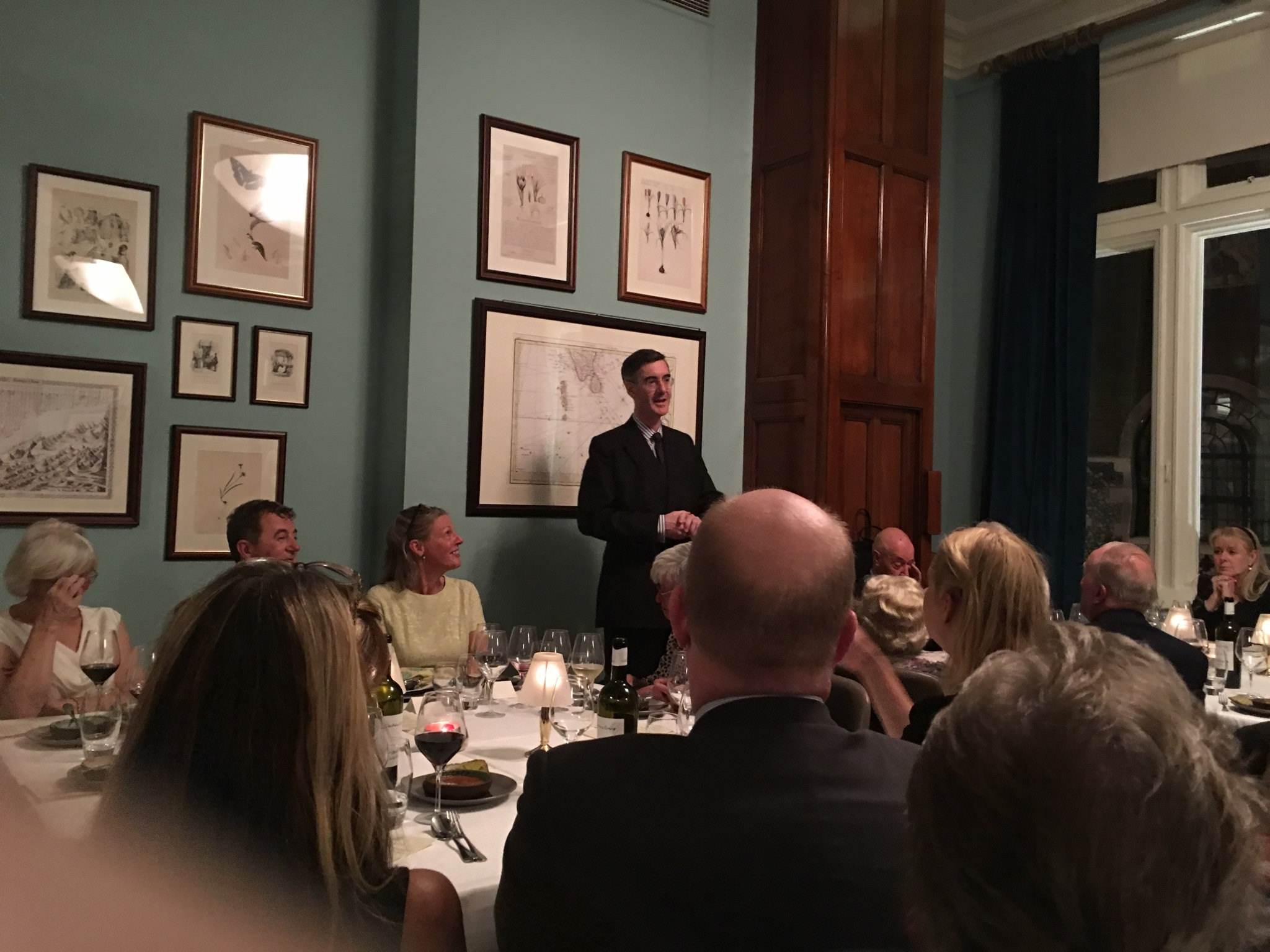
2016年，里斯-莫格在一個索尼島 (西敏)的晚宴致辭

戴维·卡梅伦因脫歐公投結果而辭任保守黨黨魁，觸發黨魁選舉。里斯-莫格打算支持原計劃參選的鲍里斯·约翰逊，但其黨魁競選經理高文浩在他計劃宣布參選的早上突然宣布自己參選，約翰遜因而決定不再角逐黨魁。里斯-莫格轉為支持利雅華，但她其後退選，令文翠珊自動當選黨魁、及後成為首相。

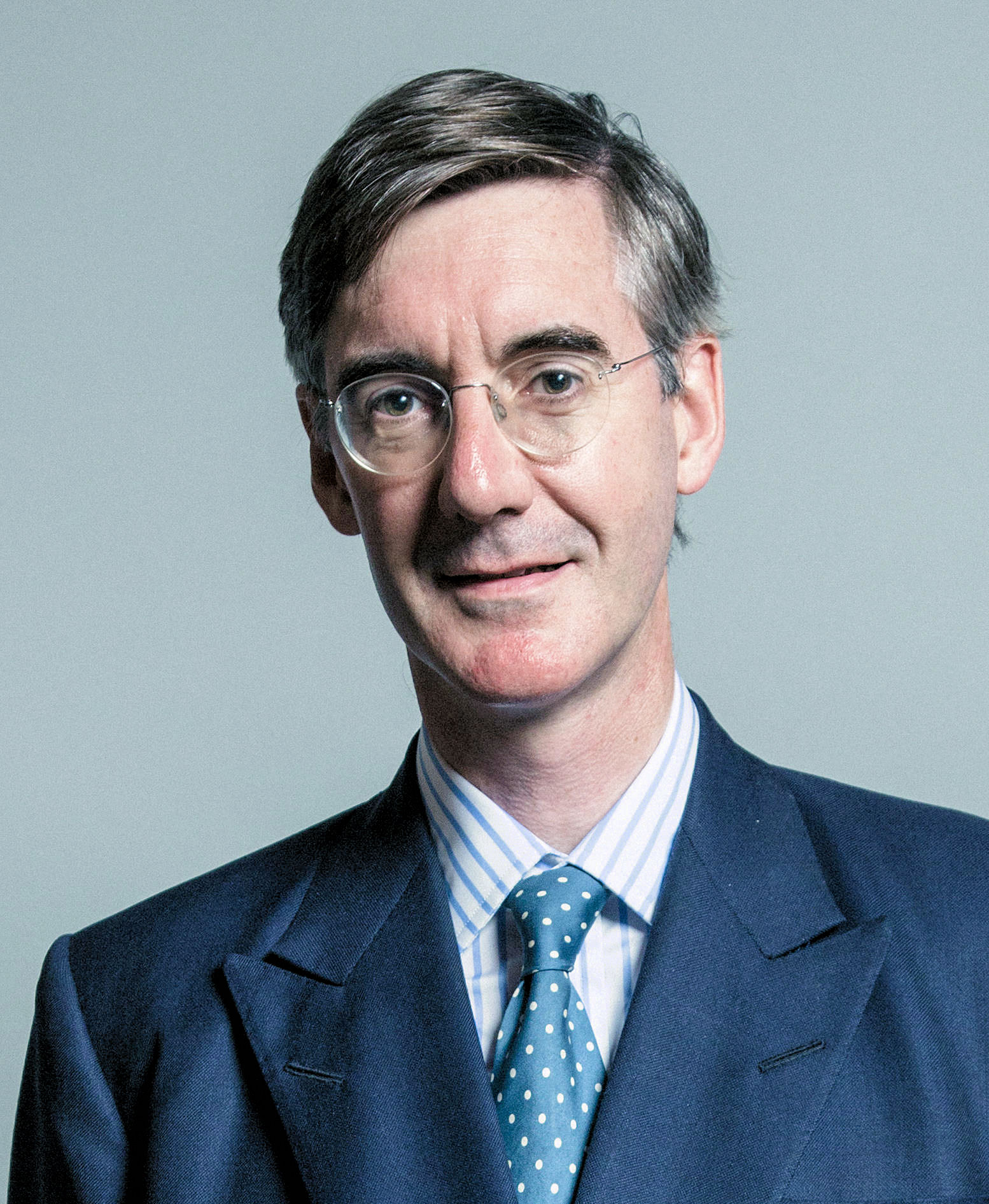
里斯-莫格的國會官方照片，攝於2017年。

2017年，他贊成保守黨與民主統一黨的信任供给協議，更出席了一個民主統一黨的籌款活動，惹來北愛爾蘭保守黨的不滿和批評。
里斯-莫格曾被許多視為角逐黨魁的潛在參選人，而他本人據報也在2017年考慮過。然而於2017年8月13日，他說這些臆測僅是傳媒在「無聊季節」時的報導。保守黨國會議員海蒂·艾琳和安娜·苏布里表明，一旦里斯-莫格成為黨魁，她們將脫離保守黨，前內閣大臣簡意寧亦說可能會跟隨。不過，有其他保守黨籍的國會議員，如傑西·諾曼還有丹尼爾·考辛斯基表示，如果里斯-莫格競逐黨魁，他們將會支持。前英國獨立黨黨魁和後來的英國脫歐黨黨魁奈杰尔·法拉奇都公開支持里斯-莫格參選。
2018年1月，他當選為保守黨內的疑歐派議會黨團欧洲研究小组主席。《獨立報》的報道指出，這個身份令他能隨時有約50名保守黨國會議員的支持，足夠發動黨魁選舉。自此，里斯-莫格直接抨擊文翠珊和財相夏文達的領導能力，令外界盛傳他正密謀策劃競逐黨魁，但他一直重申沒這樣的打算。同年2月，他在西英格蘭大學發表演說時，有左翼示威者指罵他是一個種族主義者和偏執狂，最後演說被中斷，而該批示威者與里斯-莫格的支持者爆發暴力衝突。
里斯-莫格贊成他喜歡叫作「徹底脫歐」（clean Brexit）的「硬脫歐」，他一直高調批評政府處理英國脫歐談判的手法，特別是他稱爲「沒有成員國投票權地留在歐盟」、文翠珊所主導的「契克斯計劃」：
首相（文翠珊）需要好好聽自己說過什麼、作過什麼許諾、還有上屆大選對選民的保證，再看看它們是否與契克斯計劃一致，我個人認為並不符合。如果她繼續堅持契克斯計劃，她會發現她在下議院中面臨一批反對票……當然，疑歐派在國會並不能在所有議題上構成大多數，但就契克斯計劃來說，我們無可避免地總會能在某些議題可以，而這樣會令政府的立法非常困難。
作為讓步，他亦會贊成「加拿大+」的協議，這方案可以讓英國與歐盟之間的貿易免關稅，但英國不需要留在歐盟的共同市場或關稅同盟內。

#### 約翰遜內閣（2019年至今）

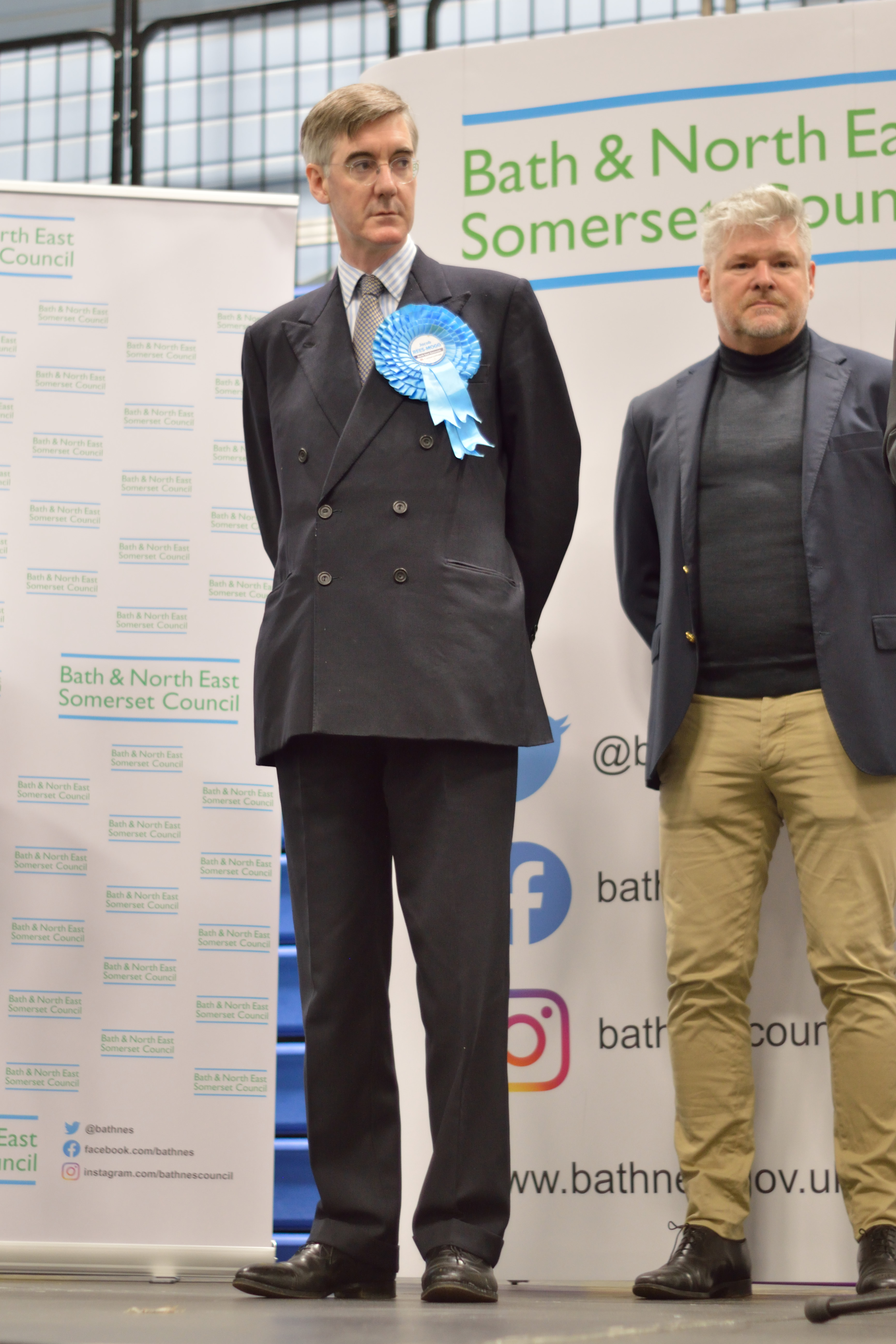
里斯-莫格在等候2019年大選東北薩默塞特選區結果。

里斯-莫格在文翠珊決定辭任保守黨黨魁後，支持鲍里斯·约翰逊接任。2019年7月23日約翰遜勝選，次日正式被任命為首相，隨即委任里斯-莫格為下議院領袖和樞密院議長並列席內閣，接替梅爾·斯特里德，里斯-莫格終於首次晉身政府以至內閣。
2019年9月，里斯-莫格為曾將牽涉在政府《黃鵐行動報告》內的神經內科醫生大衛·尼古爾，與名譽掃地的疫苗接種反對者安德魯·韋克菲爾德相提並論致歉。里斯-莫格支持研發對抗新型冠狀病毒的疫苗 ，又形容反疫苗的人為「怪人」。
2019年英國大選競選期間，里斯-莫格於尼克·法拉利主持的倫敦廣播公司訪談節目說，格伦费尔塔火灾的住客應該要有「常識」，不應理會消防人員留在原地的指示而馬上逃離現場，因而飽受抨擊。數小時後，他為此等言論感到「極度抱歉」，此後在餘下的競選活動中很少公開露面，令傳媒懷疑是否因他的言論破壞保守黨形象，而被唐寧街首相府勒令保持低調。鮑里斯·約翰遜於後期曾接受尼克·法拉利訪問期間被問到「Moggy在哪」時，他回應指里斯-莫格正積極地參與全國各地的競選活動。

## 政治取態

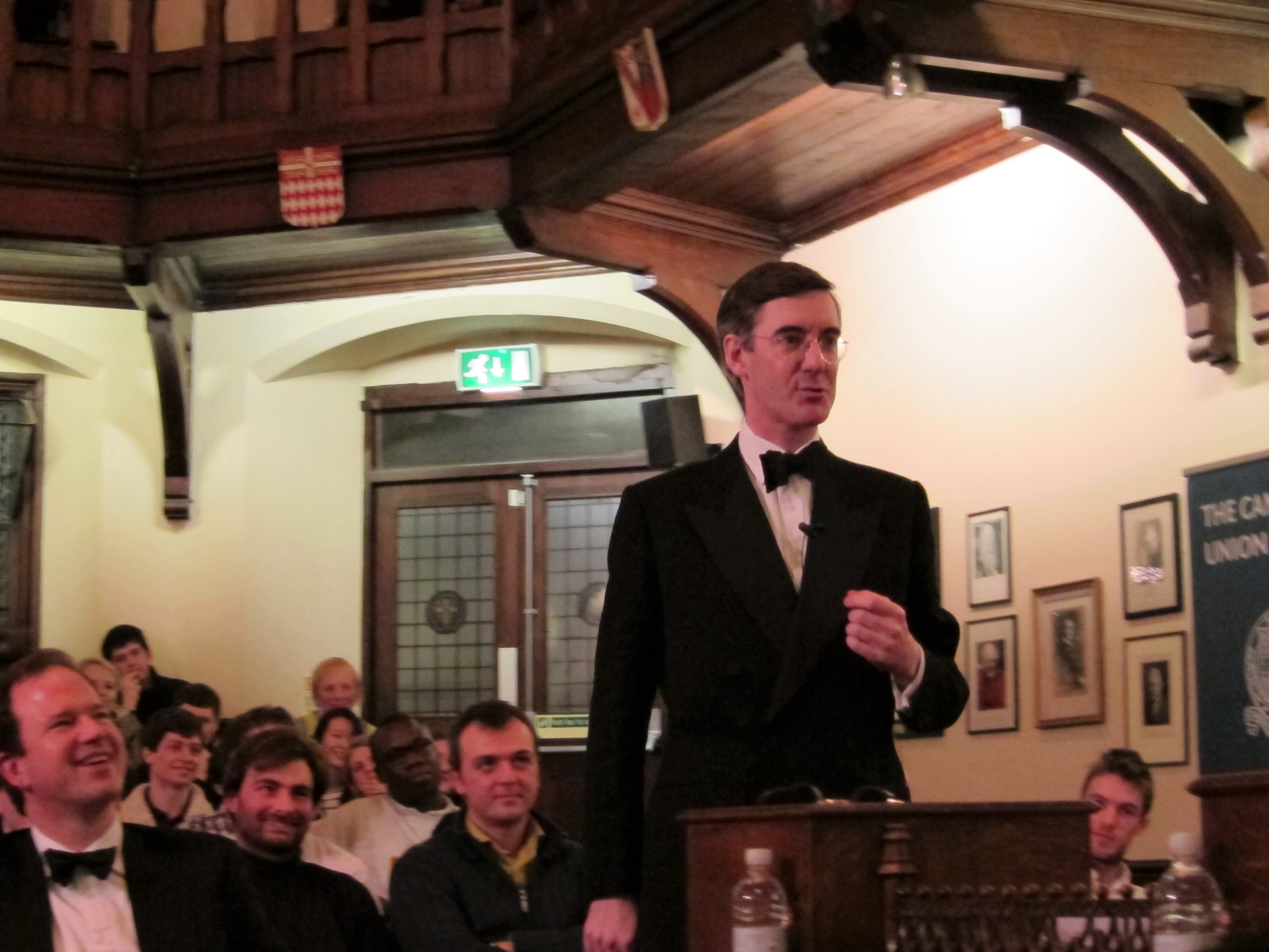
里斯-莫格於2012年在劍橋大學辯論社辯論。

里斯-莫格的政治觀點被形容為至高托利派、反動主義、傳統保守主義、民族主義、社会保守主义，以及右翼民粹主義，不過他不承認最後一項，強調他主張「受歡迎的政策，但不是民粹主義的政策」。 
里斯-莫格也是一個忠實的君主主義者，亦是基石派的成員。

### 反對成為歐盟成員國
里斯-莫格是脫歐公投中脫歐運動的領軍人物，時常直言不諱的反對欧洲联盟，他曾出席於不少訪問在這議題上辯論。有一次在牛津大學辯論社發言時，他形容歐盟為對英國民主以及國會主權的威脅，並以幾個國家反對欧盟宪法但最後卻透過里斯本条约實施為例。他還讚揚民主統一黨摧毀了當時政府和歐盟的協定，「拯救了」英國脫歐。另外，他曾經在一次與德國另類選擇黨的代表會面後，批評該黨不夠疑歐，說「德國的疑歐派和英國的疑歐派相比，就像牛奶和白蘭地酒」。

### 教育
里斯-莫格與保守黨在教育上180度改變相反，他支持資助學校形式的教育，因為這樣可以給予學校更大決策自由度，不用再受制於地區教育部門和減低官僚主義。在2005年為一些保守黨候選人站台時，他說取消就讀牛津大學或劍橋大學的候選人資格是不智的決定，還說國家由「盆栽植物」治理不會是最好。這被視為對沒上「牛劍」或公学的人的攻擊，不少英國傳媒指責他精英主义和勢利。

### 環境及氣候變化
里斯-莫格曾在一些公共檔案、文章、訪問中，發表他對環境及氣候變化上與經濟方面掛鈎的觀點，認為保護環境的目標應該建基在經濟目的之上，而不是一種所謂「綠色的正統觀念」。
他覺得價格低廉的能源在新興市場與競爭時尤其重要，並提倡繼續使用化石燃料。

### 經濟及勞工政策
雖然里斯-莫格主要贊成自由市場的經濟觀點，但是他因為受經濟自由主義者罗伯特·皮尔和貿易保護主義者本傑明·迪斯雷利的影響，亦同時認可一定程度的政府干預，相信改善人民的生活需要「政府使用一些既有的權力」。

### 外交關係
里斯-莫格對英國捲入叙利亚内战的看法混雜，曾譴責武裝敘利亞叛軍，但其後在2013年亦曾投票支持針對巴沙尔·阿萨德政權的英軍軍事行動。2015年10月，他形容「削弱阿薩德的後果就是恐怖主義抬頭和大規模的人口流動」。
他同時亦分別在2014年和2015年就對伊斯兰国及敘利亞的軍事行動投贊成票。
他形容對國外的援助是一種"非常浪費政府支出的方式"，並支持《每日快報》減低英國國外援助預算的行動。

### 移民
里斯-莫格曾投票支持一個更嚴厲的庇護系統和多加入境檢查的移民政策，以減低淨移民的數量。據奈杰尔·法拉奇所述，里斯-莫格相信脫歐派「贏得公投」的關鍵是，一幅印有「失控點」連同一列列敘利亞難民進入歐洲的海報。里斯-莫格贊同停止人口自由流動前往英國，但他希望非英國公民而居住在英國的欧盟公民得以「大致上享有與英國公民同等的權利，不較為好亦不較為差」，他們的權利亦不應有追溯性地被撤銷。
2018年5月，他批評文翠珊目標減少移民至每年10萬個為太低，形容這目標數字只是「隨口說出」，英國脫歐不應是如此「升起吊橋」而是能對移民有更多的控制，他亦提議學生簽證可不被計算在官方移民數字中。

### 社會議題
就同性婚姻，里斯-莫格曾表示反對，也並不為其合法化而感到自豪，而且認為這會疏遠保守黨的傳統支持者。2013年，他說在同性婚姻的議題上，他「所遵循的黨鞭指令是來自羅馬天主教會，而不是（保守黨）黨鞭辦公室」。他其後解釋「婚姻是聖禮的一種，而聖禮該怎樣執行應該是教會的決定，不是國會」。

## 個人生活
里斯-莫格是聖潘克拉斯自治市前市長托馬斯·理查德·莫里斯（Thomas Richard Morris）的外孫，和英國奧運跨欄代表選手勞倫斯·克拉克爵士的姨丈。
2006年，里斯-莫格與貿易雜誌專欄作家海倫娜·安妮·比阿特麗克斯·溫特沃斯·菲茨威廉·德切爾（Helena Anne Beatrix Wentworth Fitzwilliam de Chair）訂婚，她是薩默塞特·德切爾和其第四任妻子朱麗葉·塔德格爾女勳爵的獨生女，二人兒時已相識。里斯-莫格得到德切爾母親的祝福才開始約會，交往了一年便已訂婚。二人於2007年在坎特伯雷座堂結成夫婦，他們的後梵二彌撒儀式是以拉丁文舉行。 

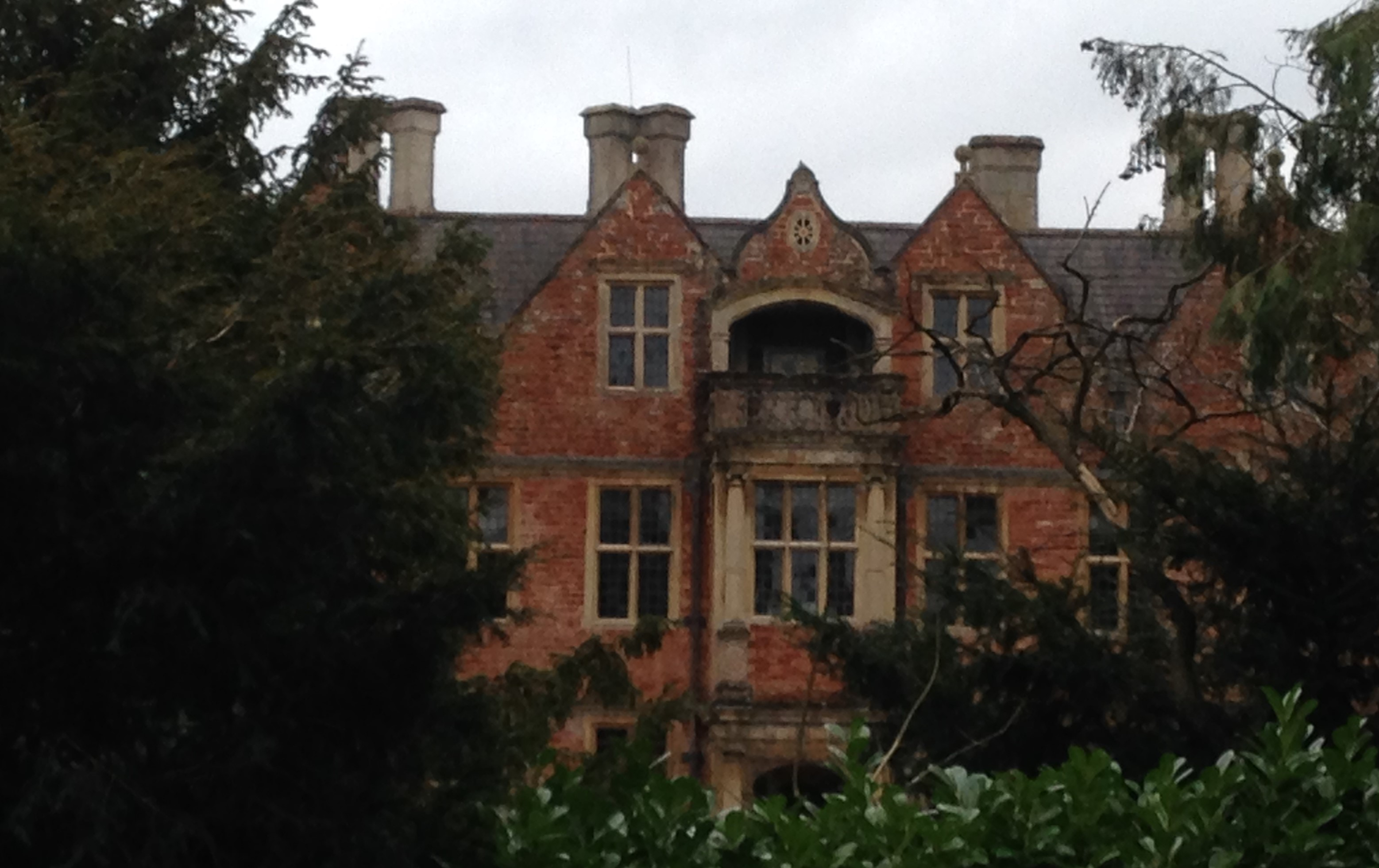
自2010年起里斯-莫格居住的古爾奈庭院。

2006年，里斯-莫格跟其妻子購買了古爾奈庭院，是一幢座落於西哈普特里的二級登錄建築，亦是里斯-莫格的大姨母以志願護士、護士長身份在第一次世界大战服務的前紅十字醫院，二人在這裡養育六名子女。
2017年7月，里斯-莫格曾說：「我完全不會假裝我是一個現代男性，從來都不會」，並同時說自己沒有換過尿布，稱：「我不覺得我們的保姆會認可，因為我肯定她會認為我不能妥當地做好」。維羅妮卡·克魯克（Veronica Crook）自1965年服務里斯-莫格的家族，從他4歲起便是他的保姆，現在亦是他六名孩子的保姆。2017年7月，工黨國會議員夏雅雯認為「不換尿布的男性都是遊手好閒的爸爸，包括雅各·里斯-莫格」。
作為國會跨黨派歷史車輛小組成員，里斯-莫格對歷史車輛頗有興趣。23歲的時候，他買了一輛板球運動員古比·艾倫先前擁有過的1968年的賓利T系列。2005年，他為他的收藏系列添了一輛1936的賓利3.5升和一輛作日常代步的凌志。里斯-莫格亦愛好板球，青年時期開始已經是森麻實郡板球俱樂部的支持者。
2018年5月，他購買了在西敏寺後方、位於考利街、價值5百萬英鎊的物業。